# Verwesschloss Lend

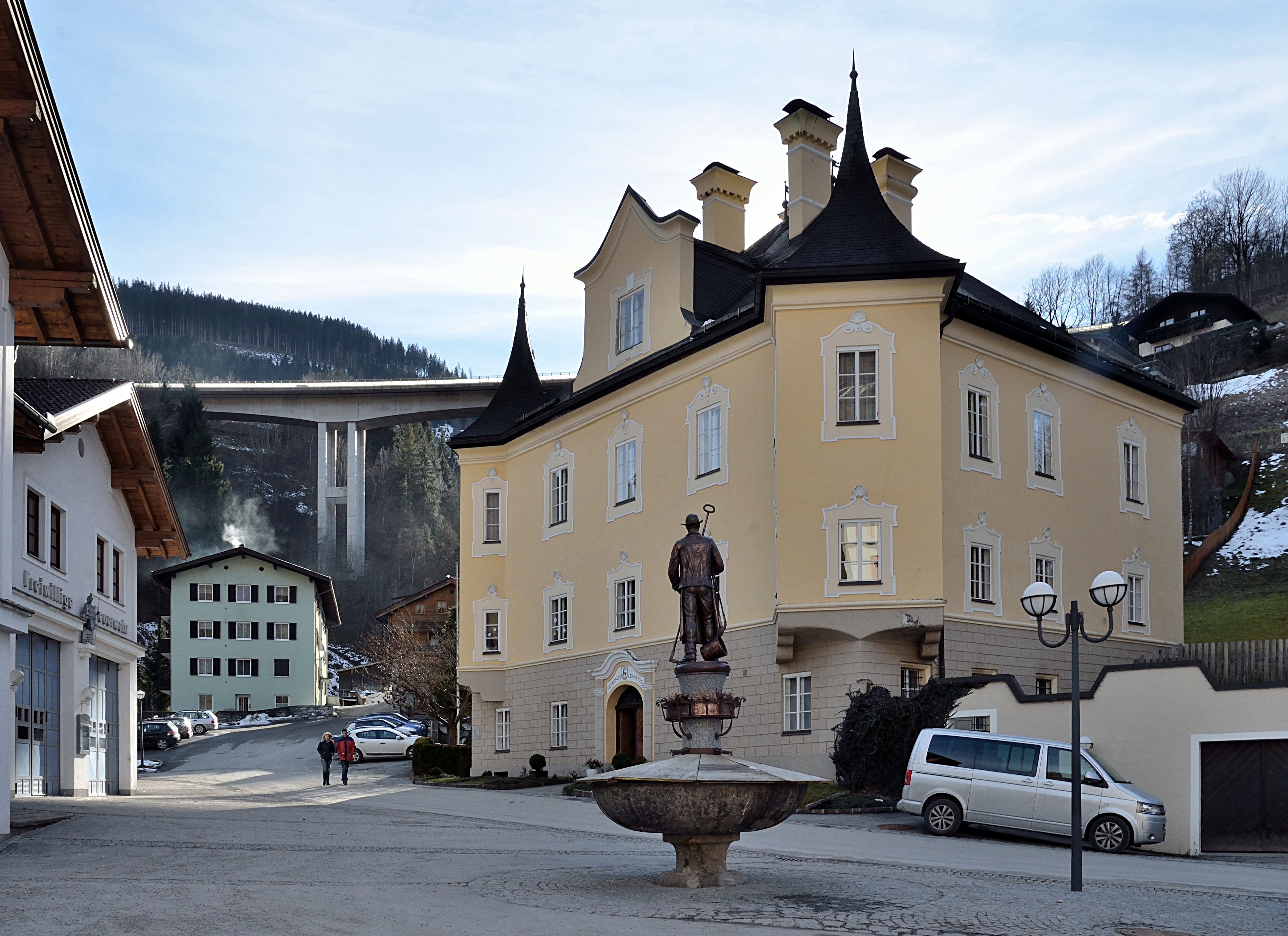
Verwesschloss Lend, Nordseite

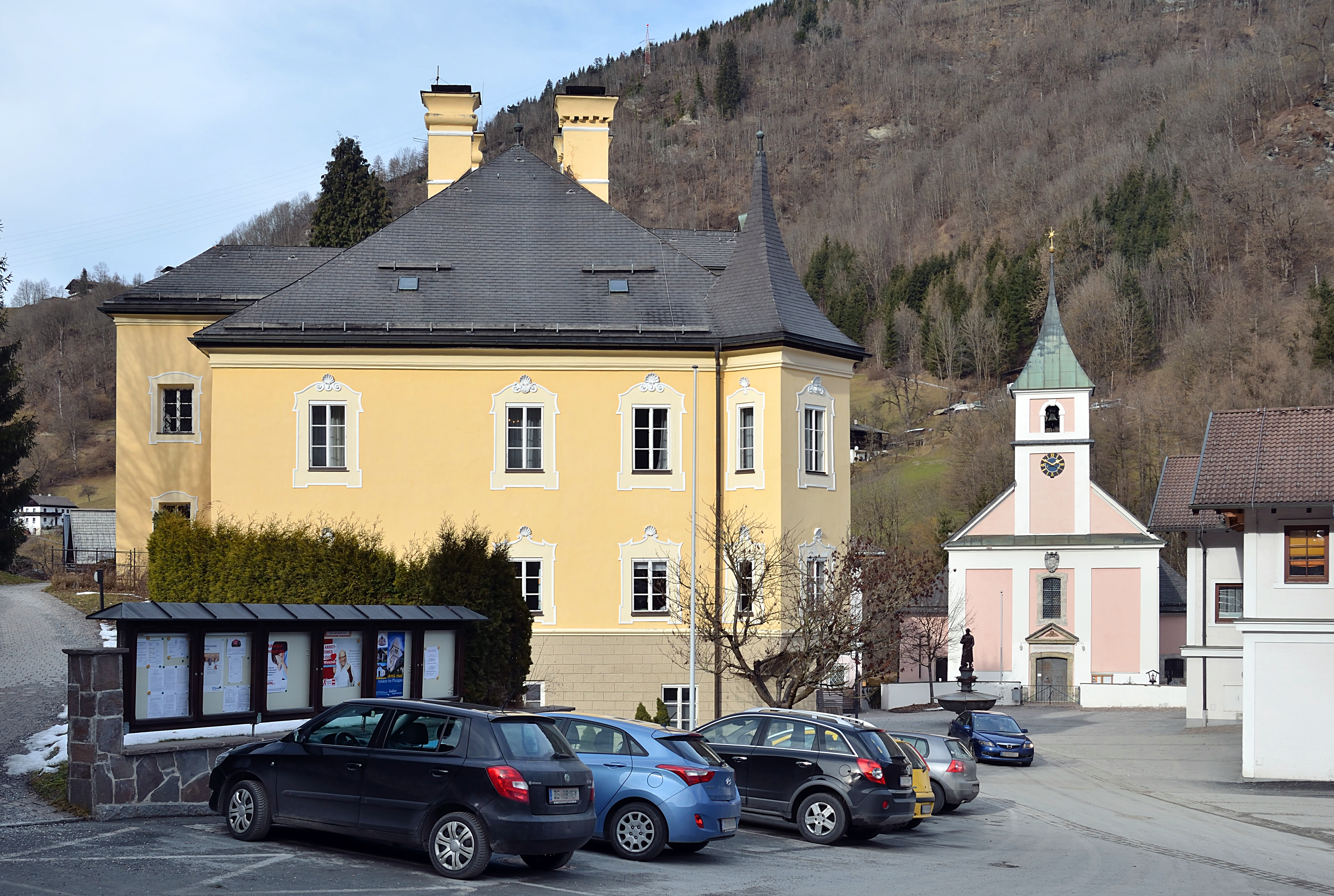
Verwesschloss Lend, Südseite, mit Pfarrkirche hl. Rupert

Das Verwesschloss Lend liegt in der Gemeinde Lend im Bezirk Zell am See von Salzburg (Lend 41).

## Geschichte
Das Schloss diente als Amtssitz des Berg- und Hüttenverwalters der Salzburger Erzbischöfe am Gold- und Silberschmelzwerk in Lend. Das Gebäude wurde um 1600 erbaut; in seiner jetzigen Form mit den beiden Eckerkern stammt es aus dem Jahr 1748. Damals wurde es mit den sogenannten Fürstenzimmern ausgestattet, die den Erzbischöfen als Unterkunft dienten, wenn sie die Bergwerke oder das Bad in Gastein besuchten. Zwischen 1746 und 1762 war hier die Berghauptmannschaft unter Anselm Thaddäus Lürzer untergebracht, danach zogen wieder der Oberverweser bzw. der Bergrichter ein. Um 1800 wohnten hier der Oberkunstmeister und der Markscheider, denen folgte der Verwalter des Hüttenwerkes Hohenbalken.
Nach 1867 wird das Schloss Sitz der k.u.k. Forst- und Domänenverwaltung und seit 1924 der Forstverwaltung der Österreichischen Bundesforste. 1976 wurde das Gebäude von der Gemeinde Lend erworben und wird als Gemeindeamt genutzt.
Von 1979 bis 1981 wurde das Gebäude unter dem Bürgermeister August Primig mit dem Architekten Franz Reisinger generalrenoviert.